# Allium lusitanicum
L'aglio montano  (Allium lusitanicum Lam.) è una pianta bulbosa erbacea perenne, appartenente alla famiglia delle Amaryllidaceae. È caratterizzata da una bella e regolare infiorescenza dal delicato colore roseo.

## Etimologia
La denominazione Allium (il genere) è molto antica ed era usata già dalle popolazioni romane. Si pensa comunque che l'origine sia celtica e/o greca.

## Descrizione

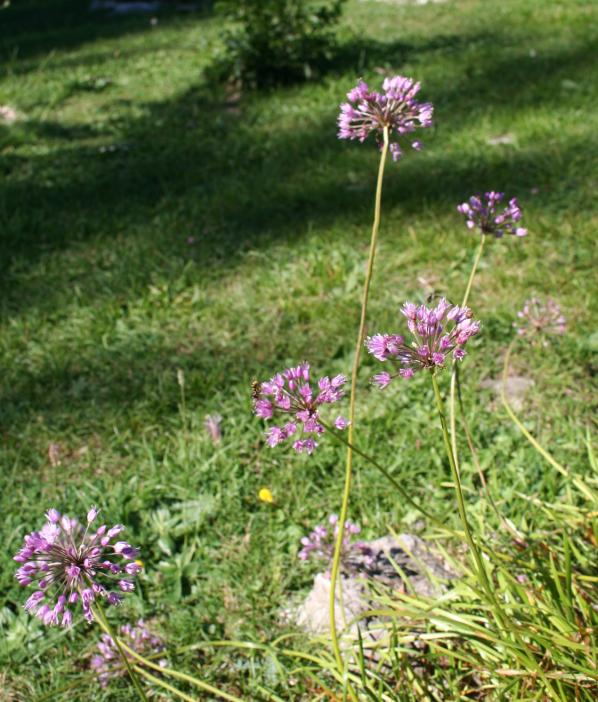
Piante fiorite

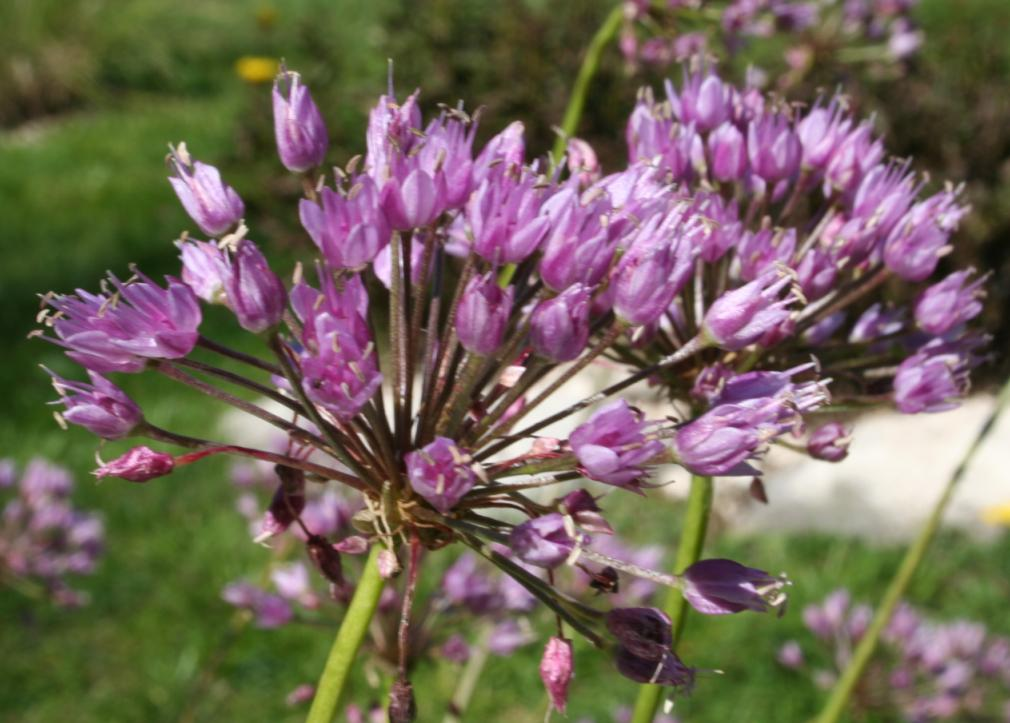
Dettaglio dell'infiorescenza

La forma biologica è definita come geofita bulbosa, per cui l'organo sotterraneo è un bulbo da cui, ogni anno, nascono fiori e foglie.

### Radici
La radice è bulbosa e fascicolata.

### Fusto
La dimensione del fusto varia da 10 a 30 cm ed è privo di foglie cauline. La parte ipogea del fusto consiste in un bulbo ovoide avvolto da fasce (tuniche) esterne a forma di reticolo ed è inserito direttamente sul rizoma. Mentre la parte epigea è eretta e presenta una infiorescenza superiormente, mentre inferiormente è avvolto da guaine fogliari.

### Foglie
Le foglie sono a forma lineare e piana di larghezza dai 2 ai 4 mm, lievemente carenate ad apice ottuso.

### Infiorescenza
Fiori in semplici ma dense ombrelle emisferiche (mezza sfera) posti alla sommità di uno scapo senza foglie.
Il perigonio del fiore ha 6 tepali rosei disposti in due serie ad apice ottuso; gli stami  sono pure in numero di 6 e fuoriescono visibilmente dal fiore. La forma del fiore è a più piani simmetrici raggiati (chiamata attinomorfa). L'ovario è sincarpico a tre carpelli posto sopra l'inserzione (chiamata supero) del perianzio. L'impollinazione avviene tramite api e altri insetti.
Fiorisce da giugno ad settembre.

### Frutti
Il frutto è una capsula triloculare (derivata dai tre carpelli dell'ovario).

## Distribuzione e habitat
L'area di origine è l'Europa meridionale e comunque zone subsiberiane. La sua presenza sul territorio italiano non è molto frequente in quanto preferisce in prevalenza terreni a carattere carsico. Pianta rara, si trova da 0 a 1500 m s.l.m. sulle Alpi e Prealpi. È segnalato in modo particolare nel Carso Triestino e nel Goriziano. Predilige i prati magri (anche incolti) a matrice alcalina. Occasionalmente in macereti.

## Tassonomia
Il Sistema Cronquist assegnava la famiglia delle Liliaceae all'ordine Liliales mentre la moderna classificazione APG IV colloca il genere nella famiglia delle Amaryllidaceae (sottofamiglia Allioideae) dell'ordine Asparagales.